# Самарская ГРЭС
Самарская ГРЭС — тепловая электростанция, находящаяся в городе Самаре на берегу реки Волги. Станция обеспечивает жизнедеятельность жилищно-коммунального хозяйства старой части города (исторического центра).
Входит в Самарский филиал ПАО "Т плюс" (ранее  подразделением Волжской территориальной генерирующей компании — «Т Плюс») и занимает 4-е место по отпуску тепла в Самарской области (после ТЭЦ ВАЗа, Тольяттинской и Самарской ТЭЦ).
Аббревиатура ГРЭС возникла в советский период и означала Государственная районная электростанция.

## История
- Электростанция введена в эксплуатацию в 1900 году, тогда её мощность составляла всего 200 кВт. Станция использовалась только для освещения драматического театра, Струковского сада, Дворянской улицы и нескольких частных особняков.
- В 1901 году электростанция была убыточна.
- В 1912—1914 годах на станции построено новое здание, оборудованное двумя дизельными двигателями с генераторами компании «Westinghouse» на 300 кВт каждый, несколько позже установлены две паровые турбины мощностью 1600 кВт каждая.
- С 1915 года электроэнергия самарской станции стала использоваться и для трамвайного движения.
- В 1931 году проведена реконструкция электростанции, установлены две новые турбины немецкой компании AEG, мощностью по 6000 кВт.
- В 1933 году станция дала горячую воду для отопления зданий.
- К 1938 году мощности станции уже не хватало для обеспечения существующих потребностей города: в квартирах и домах жителям города разрешалось использовать не свыше 60 ватт электрической мощности в каждой комнате[3].
- В 1941 году, после очередной реконструкции (выполненной силами заключённых Безымянлага Особстроя), мощность электростанции была увеличена с 24 до 31 МВт, а количество вырабатываемого тепла выросло почти в 10 раз. На тот момент являлась единственной действующей электростанцией в Самаре[4].
- 18 ноября 1965 года от территории Куйбышевской ГРЭС был отведён земельный участок (бывшее место складирования угля) под строительство ПриВО плавательного бассейна СКА[5].
- В 2010 году на ГРЭС был введён в эксплуатацию новый турбоагрегат мощностью 12 МВт (ст.блок № 1) Калужского турбинного завода (ОАО «Силовые машины») и генератора, изготовленного ООО «Электротяжмаш-Привод» (г. Лысьва). Новый турбоагрегат пришёл на смену турбине германского концерна AEG и генератору завода «Электросила», отработавшим на станции с 1931 г. — 77 лет. Сохранившийся экземпляр немецкой турбины был передан в коллекцию Берлинского музея техники. Церемония передачи турбины состоялась летом 2008 г.[6]
- В 2015 году демонтирована наклонная галерея, ранее служившая для подачи угля[7][8][9].
- 19 октября 2005 года в честь полуторавекового юбилея изобретения отопительной батареи на стене проходной Самарской ГРЭС была установлена скульптурная композиция «Кошка на батарее» (скульптор Николай Куклев). Композиция стала прототипом для статуэтки, которой энергетики награждают лучших потребителей тепловой энергии[10]

## Перспективы
В феврале 2008 года совет директоров ВоТГК рассмотрел основные параметры договора о реализации проекта по техническому перевооружению. В течение года компания-подрядчик (ОАО «Самарское производственно-ремонтное предприятие») должна начать строительство парогазовой установки. Стоимость работ составляет 2,1 млрд руб.
По окончании технического перевооружения установленная электрическая мощность Самарской ГРЭС должна вырасти с 32 МВт до 85 МВт.

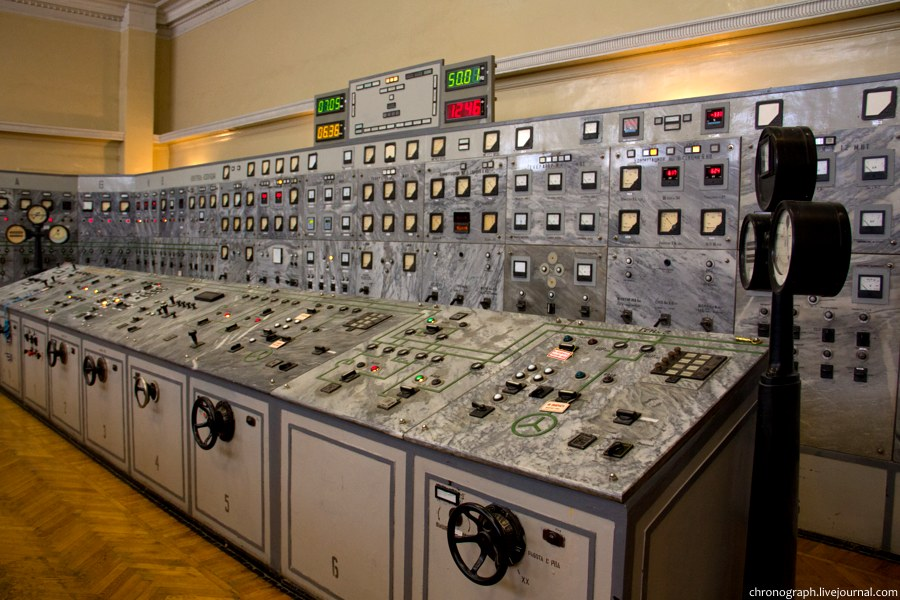
Главный щит
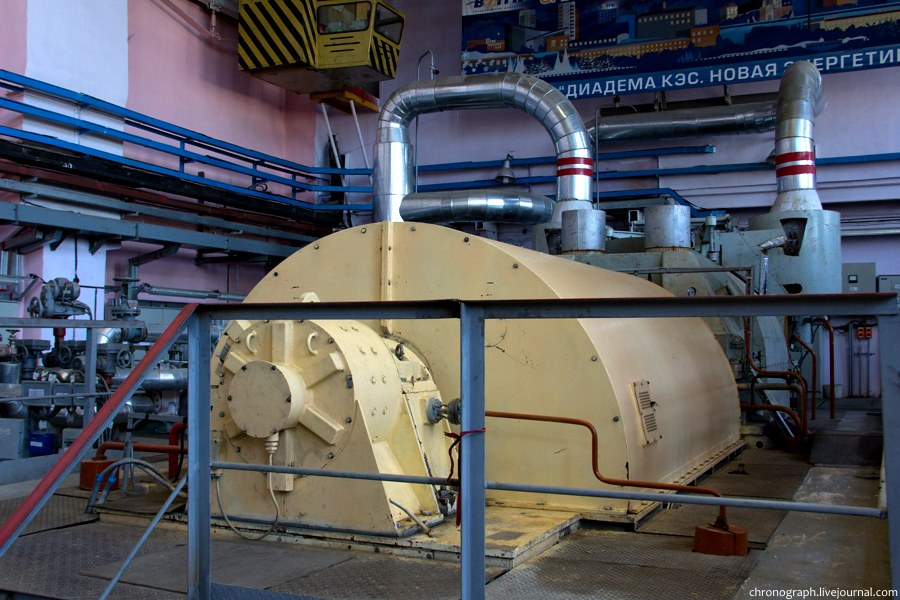
Первый турбогенератор (ТГ-1)
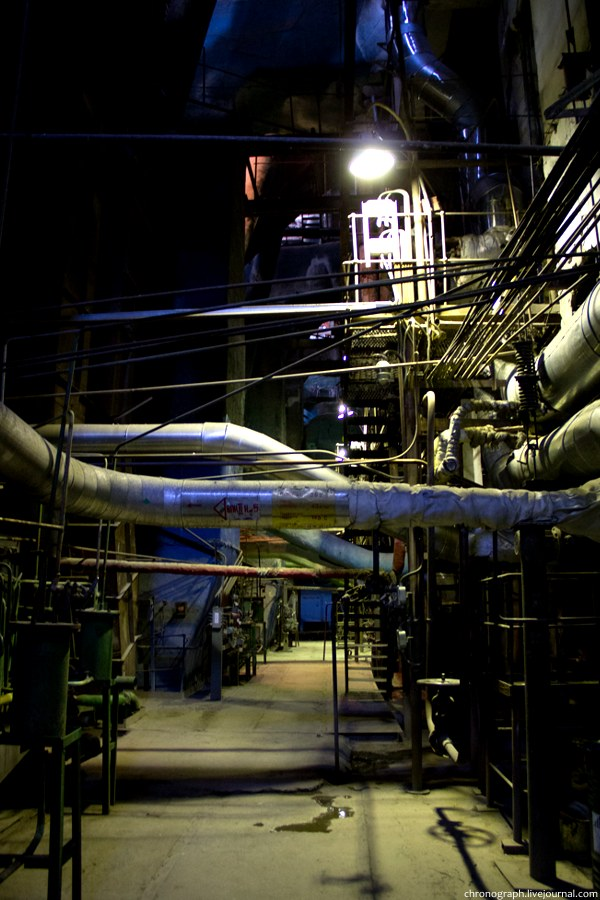
Котельный цех